# Kabinet-De Gasperi VII
Het Kabinet-De Gasperi VII was de zesde regering van de Italiaanse Republiek en stond onder leiding van premier Alcide De Gasperi. Deze regering trad aan op 26 juli 1951 en bleef in functie tot 16 juli 1953. De coalitie bestond uit de Democrazia Cristiana (DC) en de Partito Repubblicano Italiano (PRI). 

## Belangrijke leden van het kabinet
- Alcide De Gasperi: Premier en interim-minister van Buitenlandse Zaken.

- Attilio Piccioni: Vicepremier.

- Mario Scelba: Minister van Binnenlandse Zaken.

- Giuseppe Pella: Minister van Begroting.

- Amintore Fanfani: Minister van Landbouw en Bossen.

- Ugo La Malfa: Minister van Buitenlandse Handel.

## Belangrijke gebeurtenissen en beleid

### Economische hervormingen
Het kabinet voerde beleid gericht op economische wederopbouw en modernisering van Italië na de Tweede Wereldoorlog.

### Europese integratie
De Gasperi speelde een cruciale rol in de Europese integratie, wat leidde tot de oprichting van de Europese Gemeenschap voor Kolen en Staal. 

### Binnenlandse stabiliteit
Het kabinet werkte aan het versterken van de democratische instellingen en het waarborgen van politieke stabiliteit in het land.
Het Kabinet-De Gasperi VII was het laatste kabinet van de eerste legislatuur van de Italiaanse Republiek. Na de verkiezingen van 1953 werd het opgevolgd door het kortstondige Kabinet-De Gasperi VIII.

## Kabinet–De Gasperi VII (1951–1953)
| Ambtsbekleder                   | Ambtsbekleder      | Ambtsbekleder                  | Functie                              | Ambtstermijn     | Ambtstermijn     | Partij |
| ------------------------------- | ------------------ | ------------------------------ | ------------------------------------ | ---------------- | ---------------- | ------ |
|                                 | Alcide De Gasperi  | Alcide De Gasperi (1881–1954)  | Premier                              | 10 december 1945 | 17 augustus 1953 | DC     |
| Minister van Buitenlandse Zaken | Alcide De Gasperi  | Alcide De Gasperi (1881–1954)  | 25 juli 1951                         |                  | 17 augustus 1953 | DC     |
|                                 | Giulio Andreotti   | Giulio Andreotti (1919–2013)   | Secretaris- generaal                 | 31 mei 1947      | 18 januari 1954  | DC     |
|                                 | Mario Scelba       | Mario Scelba (1901–1991)       | Minister van Binnenlandse Zaken      | 2 februari 1947  | 15 juli 1953     | DC     |
|                                 | Ezio Vanoni        | Ezio Vanoni (1903–1956)        | Minister van Financiën               | 24 mei 1948      | 18 januari 1954  | DC     |
| Minister van de Schatkist       | Ezio Vanoni        | Ezio Vanoni (1903–1956)        | 25 juli 1951                         | 2 februari 1952  |                  | DC     |
| Minister van de Schatkist       |                    | Giuseppe Pella                 | Giuseppe Pella (1902–1981)           | 2 februari 1952  | 17 augustus 1953 | DC     |
| Minister van het Budget         | 24 mei 1948        | Giuseppe Pella                 | Giuseppe Pella (1902–1981)           | 18 januari 1954  |                  | DC     |
|                                 | Adone Zoli         | Adone Zoli (1887–1960)         | Minister van Justitie                | 25 juli 1951     | 15 juli 1953     | DC     |
|                                 | Pietro Campilli    | Pietro Campilli (1891–1974)    | Minister van Economische Zaken       | 25 juli 1951     | 15 juli 1953     | DC     |
|                                 | Randolfo Pacciardi | Randolfo Pacciardi (1899–1991) | Minister van Defensie                | 24 mei 1948      | 15 juli 1953     | PRI    |
|                                 | Leopoldo Rubinacci | Leopoldo Rubinacci (1903–1969) | Minister van Arbeid en Sociale Zaken | 25 juli 1951     | 18 januari 1954  | DC     |
|                                 | Piero Malvestiti   | Piero Malvestiti (1899–1964)   | Minister van Transport               | 25 juli 1951     | 15 juli 1953     | DC     |
|                                 | Salvatore Aldisio  | Salvatore Aldisio (1890–1964)  | Minister van Infrastructuur          | 30 januari 1950  | 15 juli 1953     | DC     |
|                                 | Amintore Fanfani   | Amintore Fanfani (1908–1999)   | Minister van Landbouw                | 25 juli 1951     | 15 juli 1953     | DC     |
|                                 | Giuseppe Spataro   | Giuseppe Spataro (1897–1979)   | Minister van Communicatie            | 25 juli 1951     | 15 juli 1953     | DC     |
|                                 | Ugo La Malfa       | Ugo La Malfa (1903–1979)       | Minister voor Buitenlandse Handel    | 5 april 1951     | 15 juli 1953     | PRI    |
|                                 | Carlo Sforza       | Carlo Sforza (1872–1952)       | Minister voor Europese Zaken         | 25 juli 1951     | 15 juli 1953     | PRI    |
|                                 | Paolo Cappa        | Paolo Cappa (1888–1956)        | Minister voor de Koopvaardij         | 25 juli 1951     | 15 juli 1953     | DC     |

De Gasperi II · De Gasperi III · De Gasperi IV · De Gasperi V · De Gasperi VI · De Gasperi VII · De Gasperi VIII · Pella · Fanfani I · Scelba · Segni I · Zoli · Fanfani II · Segni II · Tambroni · Fanfani III · Fanfani IV · Leone I · Moro I · Moro II · Moro III · Leone II · Rumor I · Rumor II · Rumor III · Colombo · Andreotti I · Andreotti II · Rumor IV · Rumor V · Moro IV · Moro V · Andreotti III · Andreotti IV · Andreotti V · Cossiga I · Cossiga II · Forlani · Spadolini I · Spadolini II · Fanfani V · Craxi I · Craxi II · Fanfani VI · Goria · De Mita · Andreotti VI · Andreotti VII · Amato I · Ciampi · Berlusconi I · Dini · Prodi I · D'Alema I · D'Alema II · Amato II · Berlusconi II · Berlusconi III · Prodi II · Berlusconi IV · Monti · Letta · Renzi · Gentiloni · Conte I · Conte II · Draghi · Meloni